# Кузлы
Кузлы — река в России, протекает в Пономарёвском районе Оренбургской области. Исток реки находится к северу от села Верхние Кузлы Пономарёвского района Оренбургской области. Является правобережным притоком реки Тятер, её устье находится в 18 км от устья реки Тятер. Длина реки составляет 14 км. Населённые пункты у реки: Верхние Кузлы, Нижние Кузлы.

## Данные водного реестра
По данным государственного водного реестра России относится к Камскому бассейновому округу, водохозяйственный участок реки — Дёма от истока до водомерного поста у деревни Бочкарёва, речной подбассейн реки — Белая. Речной бассейн реки — Кама.
Код объекта в государственном водном реестре — 10010201312111100024236.